# Liste von Bergen und Erhebungen in Uganda
Diese Liste von Bergen und Erhebungen in Uganda umfasst die höchsten Erhebungen des ostafrikanischen Landes.
| Name des Berges       | Höhe   | Gebirge            | Anmerkungen              | Bild                   |
| --------------------- | ------ | ------------------ | ------------------------ | ---------------------- |
| Mount Stanley         | 5110 m | Ruwenzori-Gebirge  | auf der Grenze zum Kongo | Mount Stanley          |
| Mount Speke           | 4890 m | Ruwenzori-Gebirge  |                          | Mount Speke            |
| Kiyanja / Mount Baker | 4843 m | Ruwenzori-Gebirge  |                          | Kiyanja                |
| Mount Gessi           | 4715 m | Ruwenzori-Gebirge  |                          |                        |
| Mount Luigi di Savoia | 4627 m | Ruwenzori-Gebirge  |                          | Mount Luigi di Savoia  |
| Kihuma                | 4370 m | Ruwenzori-Gebirge  |                          |                        |
| Mount Elgon           | 4321 m | Mount-Elgon-Massiv | inaktiver Vulkan         | Gipfel von Mount Elgon |
| Muhabura              | 4127 m | Virunga-Vulkane    |                          | Mount Muhabura (links) |